# Trachycephalus helioi
Espèce
Trachycephalus helioi est une espèce d'amphibiens de la famille des Hylidae.

## Répartition
Cette espèce est endémique de l'État du Pará au Brésil. Elle se rencontre dans la municipalité de Juruti.

## Description
Les mâles mesurent de 53,7 à 62,7 mm, le mâle holotype mesure 57,6 mm.

## Étymologie
Cette espèce est nommée en l'honneur de Hélio Ricardo da Silva.

## Publication originale
- Nunes, Suárez, Gordo & Pombal, 2013 : A second species of Trachycephalus Tschudi (Anura: Hylidae) with a single vocal sac from the Brazilian Amazon. Copeia, vol. 2013, p. 634–640.